# Nyílt Társadalom díj
A Nyílt Társadalom díj a Közép-európai Egyetem (CEU) által alapított díj, amelyet a Soros György definiálta nyílt társadalom kialakításában a politikában, a tudományos életben vagy a kultúrában kiemelkedő eredményeket elérő személynek ítélnek oda évente, 1994-től.
2002 óta a díjazottak az Alexander Polzin berlini művész alkotta szobrocskát vehetik át díjként. Ennek 2000-ben, Soros 70. születésnapjára készült, teljes méretű eredetijét 2001 februárjában a CEU Lakó- és Konferenciaközpontjában helyezték el, Giordano Bruno születésének 400. évfordulója alkalmából.

## Díjazottak
A díjazottak nem teljes listája:
- Karl Popper filozófus (2004).
- Göncz Árpád magyar író, politikus.
- Václav Havel cseh író, politikus.
- Tom Lantos, magyar származású amerikai politikus.
- Mamphela Ramphele, dél-afrikai orvos, akadémikus, üzletasszony, anti-apartheid aktivista (2000).
- Bronisław Geremek történész, politikus, korábbi lengyel külügyminiszter (2001).
- Carla Del Ponte svájci jogász, diplomata.
- Kofi Annan politikus, az ENSZ egykori főtitkára (2008).
- Martti Ahtisaari politikus, volt finn köztársasági elnök (2009).